# Souleymane Doumbia
Souleymane Doumbia – burkiński piłkarz grający na pozycji obrońcy.

## Kariera klubowa
W swojej karierze piłkarskiej Doumbia grał w klubie USC Bassam z Wybrzeża Kości Słoniowej.

## Kariera reprezentacyjna
W reprezentacji Burkiny Faso Doumbia zadebiutował w 6 lutego 1998 w meczu Pucharu Narodów Afryki 1998 z Kamerunem (0:1). Na tym turnieju zajął z Burkina Faso 4. miejsce. Zagrał na nim również w półfinale z Egiptem (0:2).